# Molleró
En Micologia hi ha diferents espècies de bolets que contenen el mot molleró al seu nom comú. Els mollerons són bolets de barret amb esponja, de cama llarga i prima, sempre coberta amb aspres que li donen un aspecte rugós o puntejat. En tallar la carn, pot canviar de color a rosa, vermellós, gris violaci, fosc o negre.

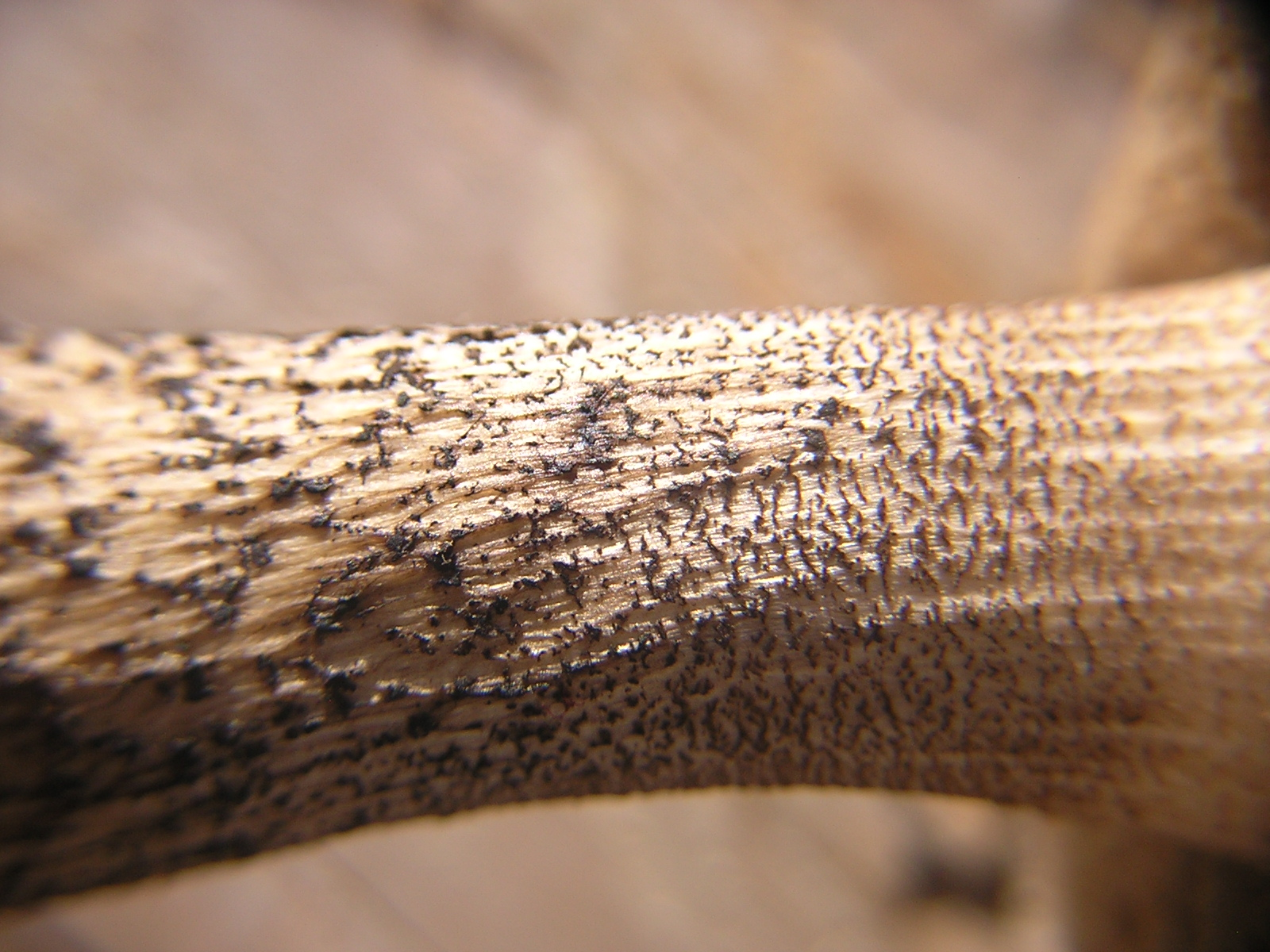
Detall de la superfície de la cama d'un molleró coberta amb aspres

Es diferencien tres grans grups de mollerons que es separen per les característiques de la seva carn:

#### Mollerons alzinencs i esteperols
Són mollerons de carn groga, cremosa o blanc groguenca, mai blanca. Un cop tallada esdevé rosàcia, rogenca o grisenca i pot ennegrir en la seva totalitat. Comprèn les espècies del gènere Leccinum incloses en la secció Luteoscabra.
- Leccinellum lepidum, alzinenc
- Leccinellum corsicum, esteperol
- Leccinellum crocipodium, molleró de roure

#### Mollerons alberencsoabrons
Sovintegen en alberedes, vora àlbers (Populus alba), pollancres (P. nigra) o trèmols (P. tremula). Poden créixer vora altres planifolis (avellaner, faig, roures, til·ler, bedoll i salzes) i també coníferes (pins, pícees). Es reconeixen per la carn sempre blanca que, en tallar-la, canvia en poc temps (en segons o minuts depenent de les espècies) a rosa o lila i, sovint, a gris, negrós o negre. Comprèn les espècies del gènere Leccinum incloses en la secció Leccinum i l'espècie  Strobilomyces strobilaceus.
- Leccinellum pseudoscabrum, abró d'avellaner
- Leccinum vulpinum, abró de pi
- Strobilomyces strobilaceus, abró de pinya o abró negre
- Leccinum versipelle, abró becenc
- Leccinum duriusculum, alberenc
- Leccinum aurantiacum, tremolí, molleró de trèmol o abró vermell
- Leccinum albostipitatum, tremolí de cama blanca

#### Mollerons becencs
El molleró becenc o, simplement, becenc és un molleró de carn blanca que un cop tallada pot esdevenir rosa o vermellosa, però mai enfosqueix. Creixen vora beços o bedolls (Betula pendula o Betula pubescens), amb els quals estableixen simbiosi micorrízica. Comprèn les espècies del gènere Leccinum incloses en la secció Scabra.
- Leccinum scabrum, becenc
- Leccinum melaneum, becenc fosc
- Leccinum cyaneobasileucum var. cyaneobasileucum, becenc blanc
- Leccinum cyaneobasileucum var. brunneogriseolum, becenc bru grisenc
- Leccinum variicolor, becenc tacat
- Leccinum rotundifoliae, becenc de bedoll nan
- Leccinum holopus (=L. nucatum), becenc blanc de mollera
- Leccinum schistophilum, becenc menut